# Miltenberg (distrito)
Miltenberg é um distrito (kreis ou landkreis) da Alemanha localizado na região da Baixa Francónia, no estado da Baviera.

## Cidades e Municípios
| Cidades | Municípios | |
| --- | --- | --- |
| 1. Amorbach 2. Erlenbach am Main 3. Klingenberg am Main 4. Miltenberg 5. Obernburg 6. Stadtprozelten 7. Wörth am Main | 1. Altenbuch 2. Bürgstadt 3. Collenberg 4. Dorfprozelten 5. Eichenbühl 6. Elsenfeld 7. Eschau 8. Faulbach 9. Großheubach 10. Großwallstadt 11. Hausen 12. Kirchzell | 1. Kleinheubach 2. Kleinwallstadt 3. Laudenbach 4. Leidersbach 5. Mömlingen 6. Mönchberg 7. Neunkirchen 8. Niedernberg 9. Röllbach 10. Rüdenau 11. Schneeberg 12. Sulzbach am Main 13. Weilbach |